# Distretto di Phra Samut Chedi
Il distretto di Phra Samut Chedi (in thailandese: พระสมุทรเจดีย์) è un distretto (amphoe) della Thailandia, situato nella provincia di Samut Prakan.